# Olijela del Valle Rivas
Olijela del Valle Rivas (provincia de Tucumán, 14 de abril de 1926 - San Miguel de Tucumán, Provincia de Tucumán, 5 de febrero de 2024) fue una profesora y política argentina del Partido Justicialista.

## Biografía
Fue la primera rectora profesora del Instituto 9 de Julio de San Miguel de Tucumán, creado en 1967. Hasta su Fallecimiento fue propietaria del mismo.
En 1962 con 36 años siendo profesora conoció en San Miguel de Tucumán a Fernando Riera, un hombre de 47 años político justicialista que se encontraba haciendo campaña para Gobernador, con quien estuvo casada desde 1966 hasta el fallecimiento del exgobernador en 1998.Fue senadora nacional por la provincia de Tucumán desde 1983 hasta 1998, siendo sucedida en su banca por Ramón "Palito" Ortega. En el Senado formó parte de once comisiones.
En 1995 fue candidata a gobernadora en las elecciones provinciales por el Frente de la Esperanza, junto a José Carbonell, quedando en segundo lugar con el 32.08 % de los votos ( El PJ de Tuc. Tuvo crisis interna que un sector mandò acortar el voto de categoría Gobernador, por ello pierde ante el exgeneral Bussi ) En dichos comicios resultó ganador el exgobernador militar Antonio Domingo Bussi.
En diciembre de 1998 fue nombrada titular de la Secretaría de Cooperación e Integración Educativa Internacional del Ministerio de Cultura y Educación de la Nación. Dicho cargo fue creado mediante el decreto 1460/98 por el entonces presidente Carlos Menem, días después de que Rivas dejara su banca en el Senado. Previamente Rivas estuvo a punto de ser nombrada como Secretaria de Programación y Evaluación Educativa en el mismo ministerio, pero el titular del cargo, Manuel García Solá, se negó a renunciar y fue sostenido por la ministra Susana Decibe.
Entre 1999 y 2003 fue diputada nacional por el frente Concertación Justicialista para el Cambio, encabezando la lista de candidatos.
Luego fue legisladora provincial y presidió la comisión de Cultura y Educación. En las elecciones provinciales de 2007 no pudo presentarse en la interna del Frente para la Victoria pese a realizar presentaciones judiciales ante tribunales locales y federales, siendo reelecta en el cargo por otro partido. Previamente, fue convencional constituyente provincial en 2006, donde propuso a agregar el voto electrónico a la Constitución provincial.